# 那格浦爾地鐵
那格浦爾地鐵（英語：Nagpur Metro）是印度那格浦爾的地鐵系統。預計花費826億盧比。2014年2月，馬哈拉施特拉邦政府批准了地鐵計劃，而印度市區發展部也原則上批准地鐵計劃。2014年8月20日，聯合內閣批准發展計劃，印度總理納倫德拉·莫迪在8月21日到訪該市時宣佈開工。實際工程在2015年5月31日展開，2017年9月30日起開始試運行。
2019年3月8日，總理莫迪透過與馬哈拉施特拉邦主席和聯合內閣部長進行視像會議期間宣佈通車。
那格浦爾地鐵成為印度第十三個地鐵系統，也被視為印度最環保的地鐵。
2022年12月11日，總理莫迪為那格浦爾地鐵第一階段剩餘部分舉行通車儀式，標誌著第一階段全數通車、第二階段開始動工。

## 線路
現時那格浦爾地鐵擁有兩條營運中的線路，分別是橙線和水線。兩線於Sitabuldi站交匯。其中水線途經市內的主要火車站——那格浦爾交匯站，橙線則途經巴巴薩海布·阿姆倍伽爾博士國際機場。
| 那格浦爾地鐵 | 那格浦爾地鐵 | 那格浦爾地鐵  | 那格浦爾地鐵   | 那格浦爾地鐵 | 那格浦爾地鐵 | 那格浦爾地鐵      | 那格浦爾地鐵   |
| 營運線路     | 營運線路     | 營運線路      | 營運線路       | 營運線路     | 營運線路     | 營運線路          | 營運線路       |
| 番號         | 名稱         | 首次營運      | 最後延伸       | 車站數       | 長度 (km)    | 終點站            | 終點站         |
| ------------ | ------------ | ------------- | -------------- | ------------ | ------------ | ----------------- | -------------- |
| 1            | 橙線         | 2019年3月7日  | 2022年12月11日 | 18           | 19.658       | Automative Square | Khapri         |
| 2            | 水線         | 2020年1月28日 | 2022年12月11日 | 19           | 18.557       | Prajapati Nagar   | Lokmanya Nagar |

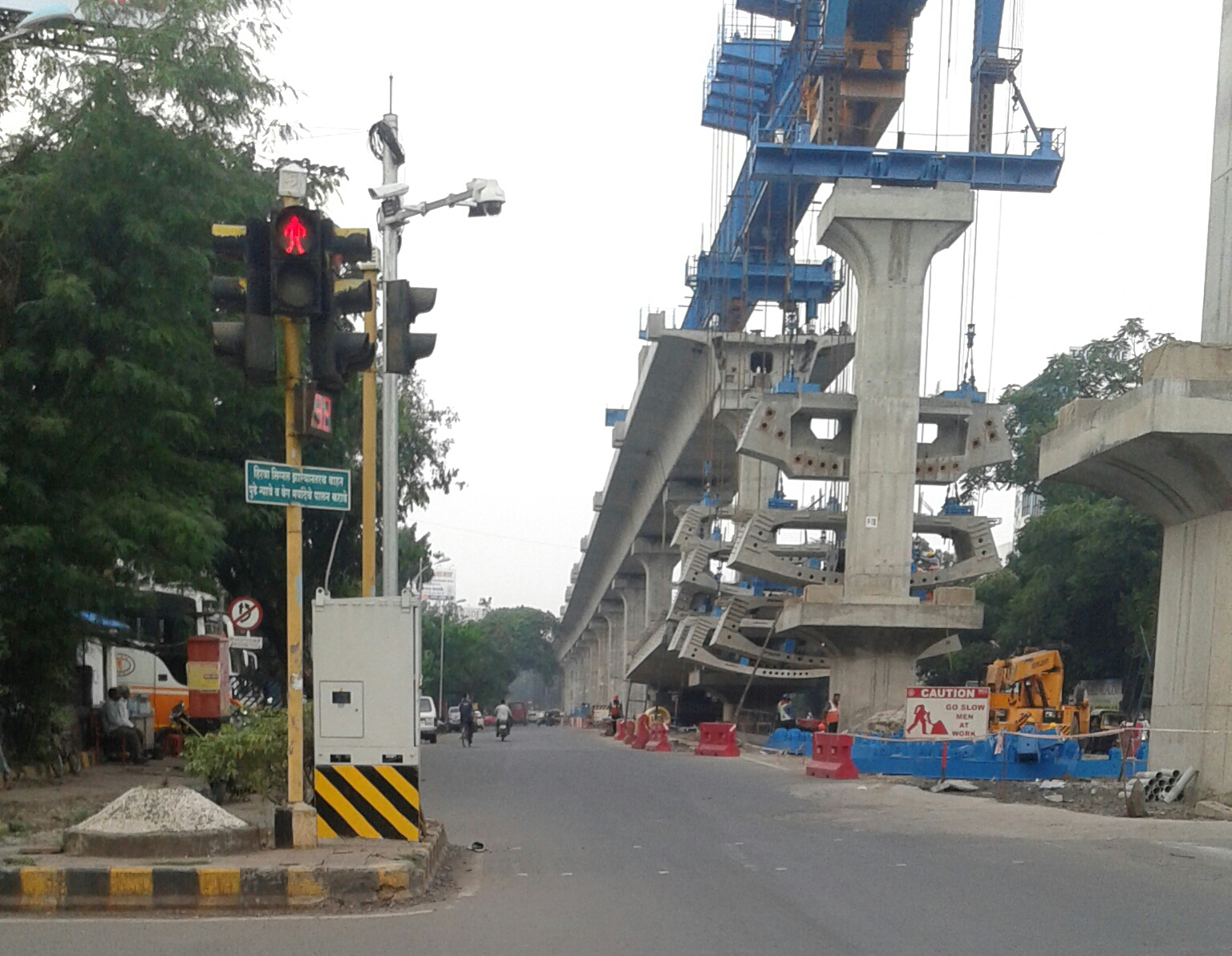
拍攝時仍在興建中的地鐵高架橋
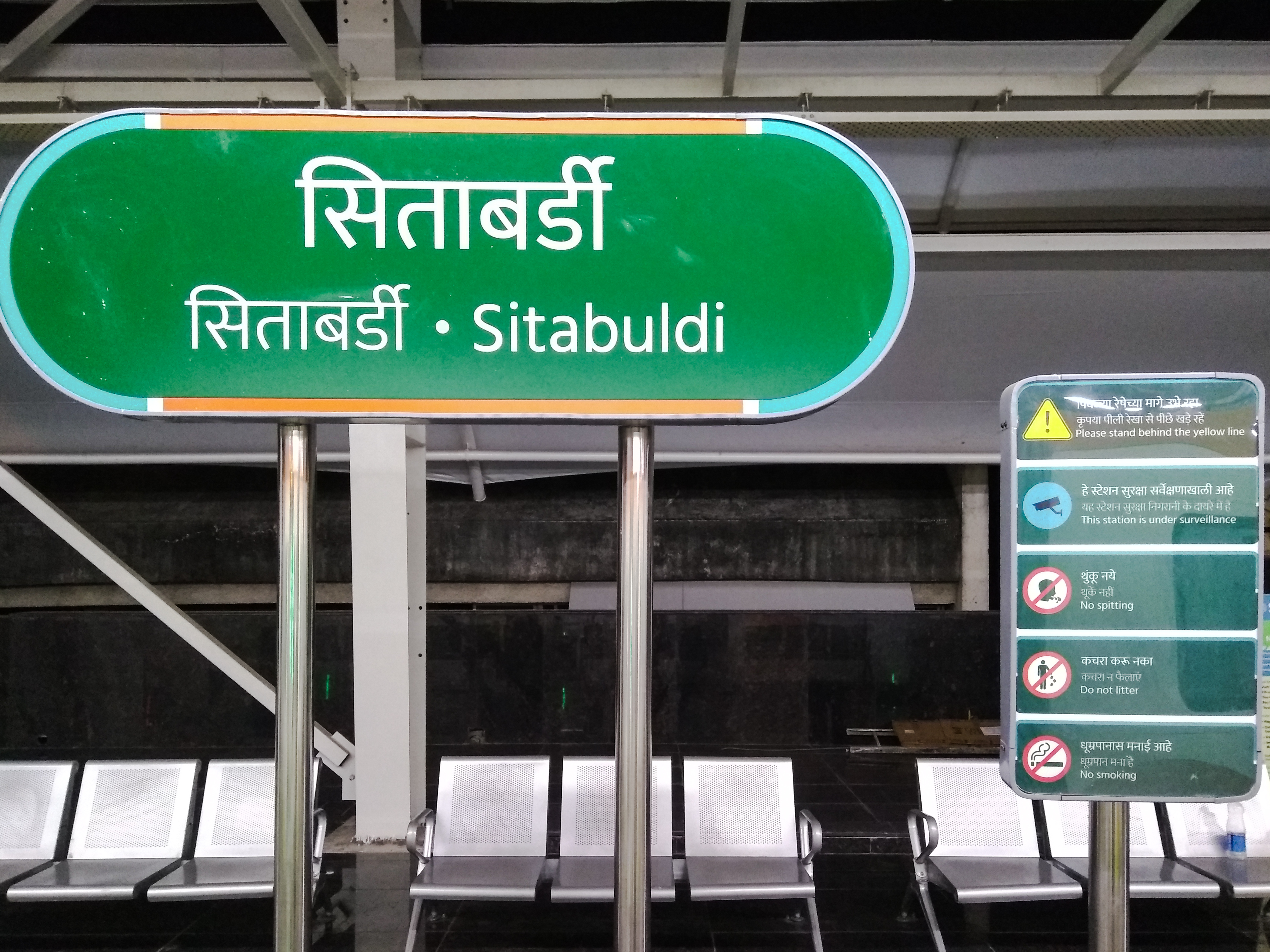
橙、水線的轉乘站Sitabuldi站
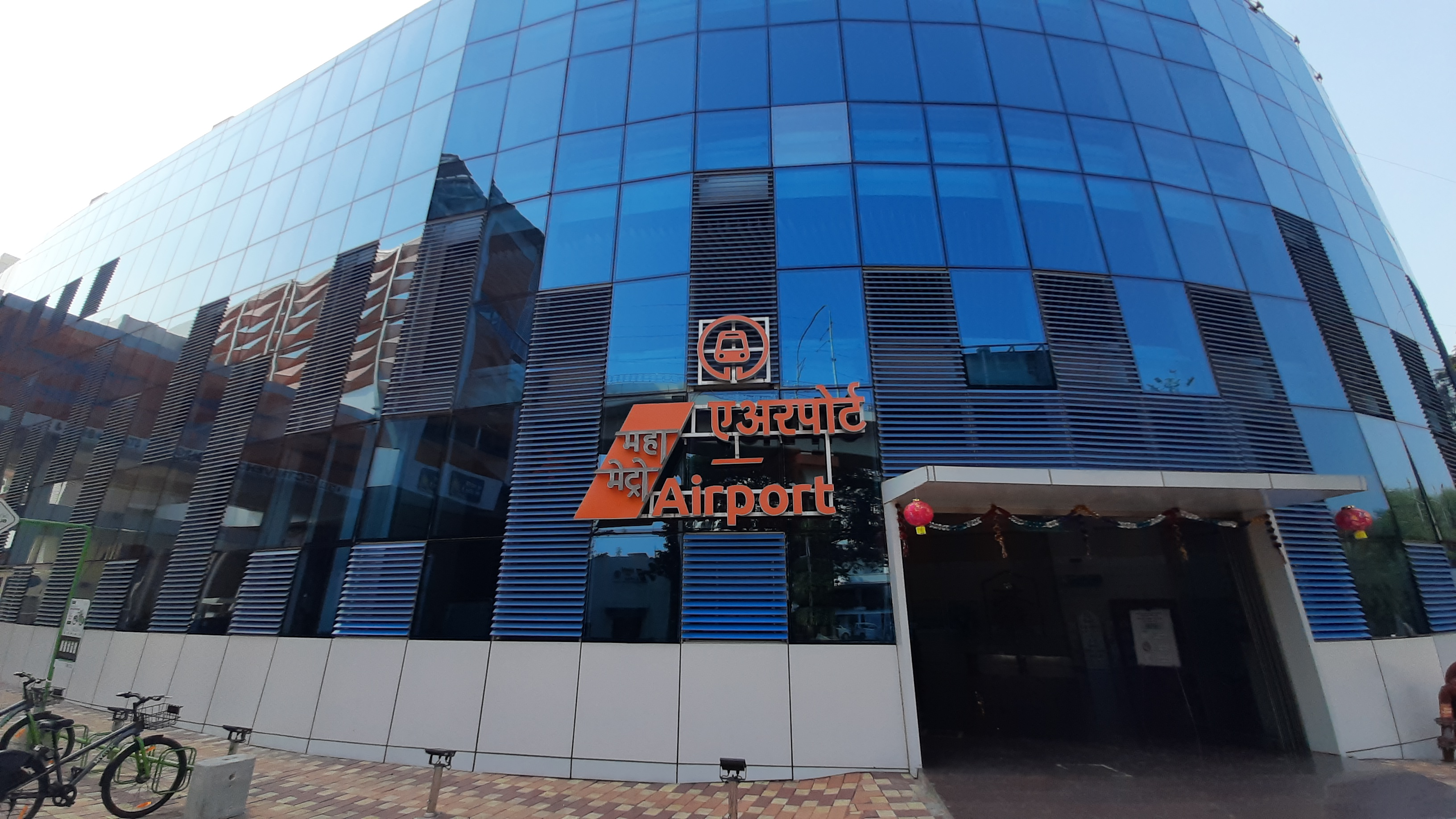
橙線機場站
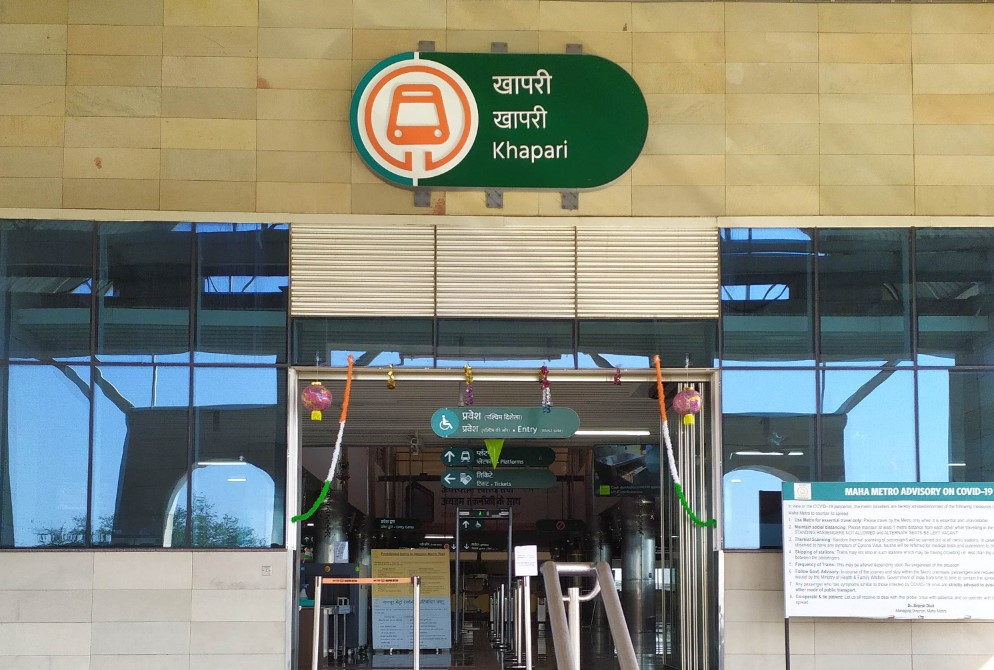
橙線Khapari站入口
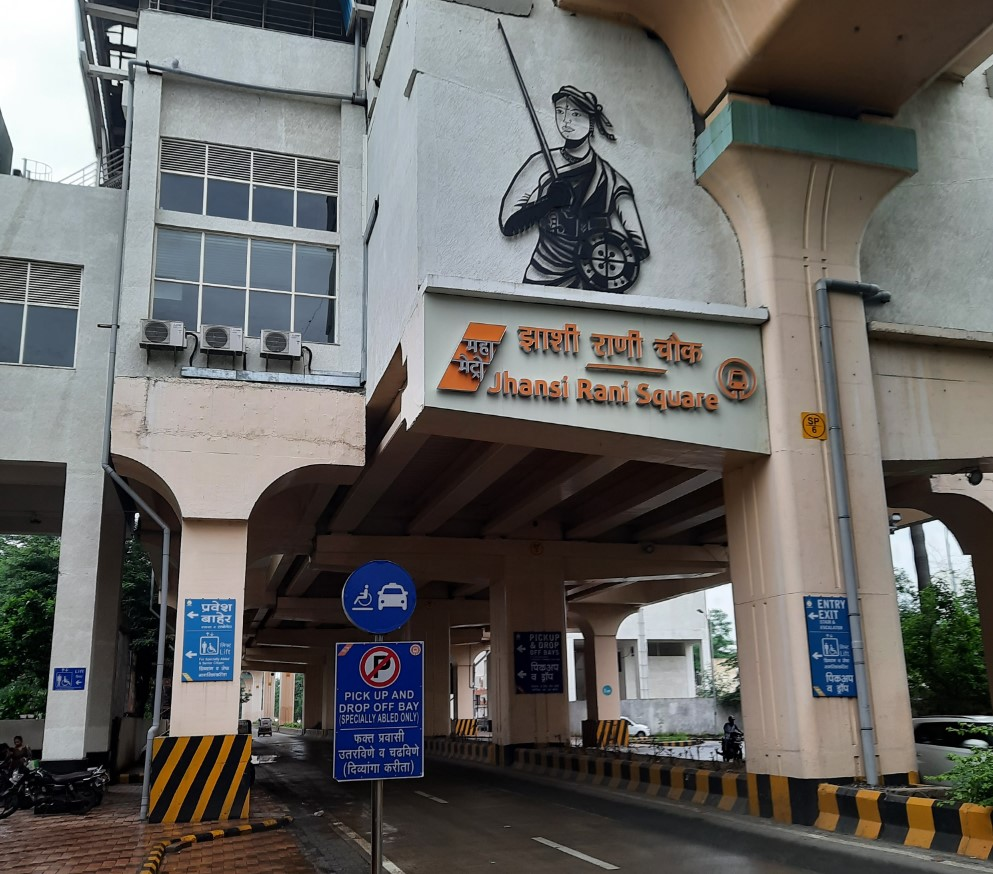
水線詹西王后廣場站，牆上設有詹西王后的肖像

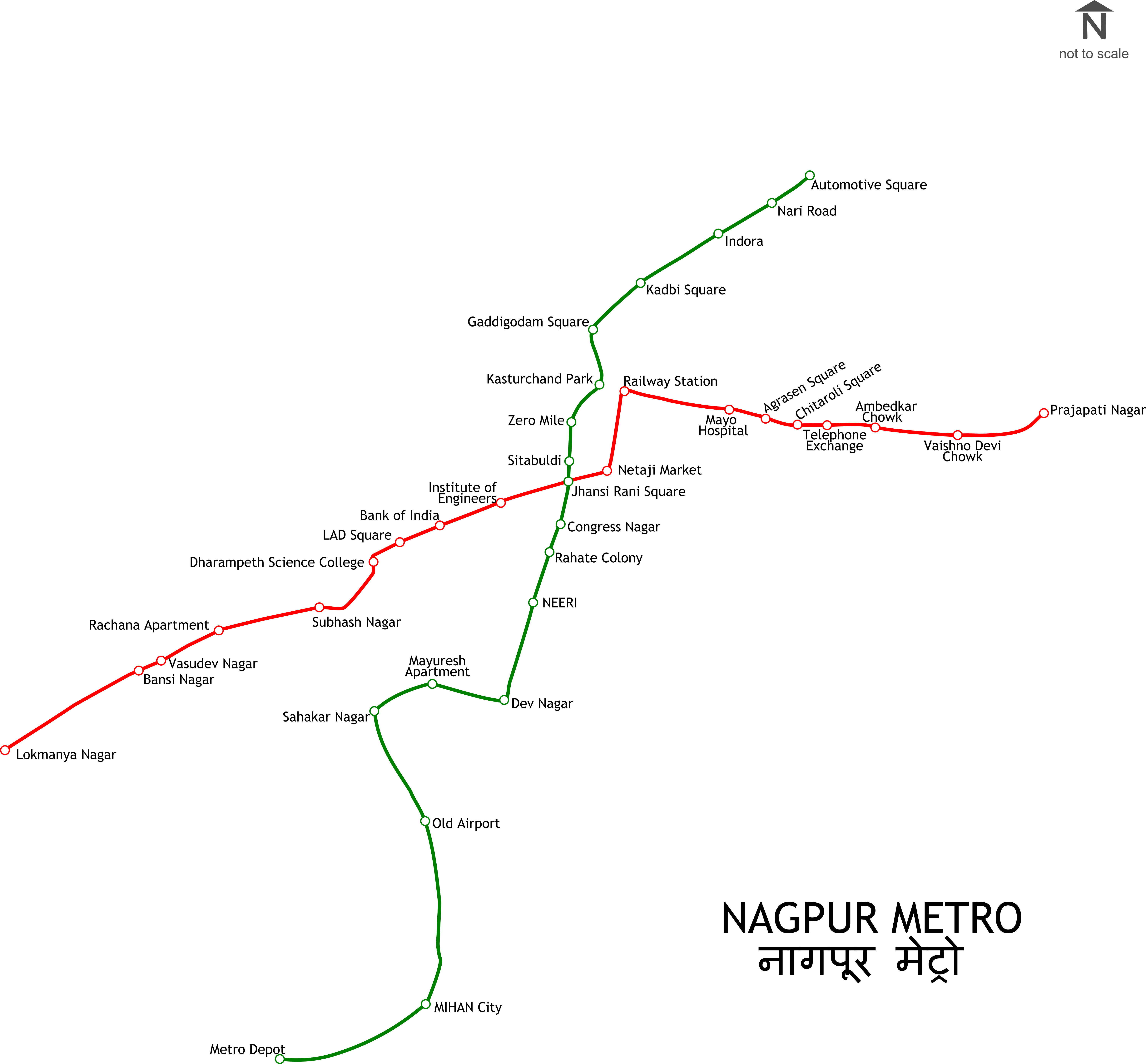
那格浦爾地鐵路線圖，其中橙線於圖中為綠色線、水線則為紅色線